# Diversidad sexual en Reino Unido
Las personas LGBT en Reino Unido son generalmente respetadas, aceptadas y están protegidas legalmente contra la discriminación. Es uno de los países con mayor respeto y aceptación con respecto a la diversidad sexual.
Según la legislación del Reino Unido la homosexualidad es legal, establece que la edad de consentimiento sexual es 16 años para todas las orientaciones sexuales, permite el matrimonio igualitario y la adopción homoparental. El país también posee leyes anti-discriminación y anti homofobia. Además permite a las personas trans cambiar su género o sexo legal. También se muestra una opinión general favorable respecto a la comunidad LGBT.
Una muestra de esta actitud social hacia la homosexualidad se mostró en una encuesta de YouGov mayo de 2007, en ella se mostraba que un 90% de la población estaba a favor de la ley que prohibía la discriminación por orientación sexual. Y una investigación realizada por Eurobarometro en 2019 reveló que el más del 80% de los ciudadanos esta a favor del matrimonio igualitario.
Hay importantes comunidades gais en las grandes ciudades del Reino Unido, como Londres, Mánchester, Brighton y Birmingham. También hay algunas localidades rurales con una gran población gay, como por ejemplo Hebden Bridge en los Peninos que tenía la mayor proporción de población lésbica del país en 2005.

## Historia

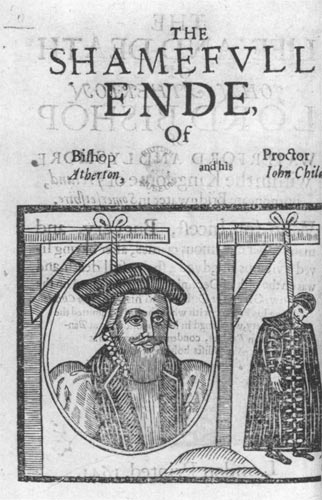
Folleto que describe el juicio y ejecución del Obispo John Atherton junto con su amante John Childe en 1641.

En 1533 durante el reinado de Enrique VIII el parlamento promulgó la Buggery Act que entró en vigor en Inglaterra en 1534, que fue la primera ley de sodomía gubernamental en el país, ya que anteriormente la homosexualidad había sido perseguida solo por los tribunales eclesiásticos. En principio la ley definía el delito de sodomía como cualquier acto sexual "antinatural contra la voluntad de Dios y el hombre". Posteriormente los tribunales lo reformaron para incluir solamente el sexo anal y el bestialismo. y establecía la pena de muerte por ahorcamiento además de la incautación de los bienes del ajusticiado.
Tras varias suspensiones y reformas se convirtió en una ley definitiva en 1563 durante el reinado de Isabel I, y estuvo en vigor durante más de tres siglos.
Las ejecuciones no eran muy frecuentes pero lo suficiente para mantener el clima de terror y represión. En el periodo comprendido entre 1800 y 1836 fueron condenados y ejecutados a muerte 58 personas por medio de la Buggery act, 48 por homosexualidad. La última ejecución tuvo lugar en 1836.

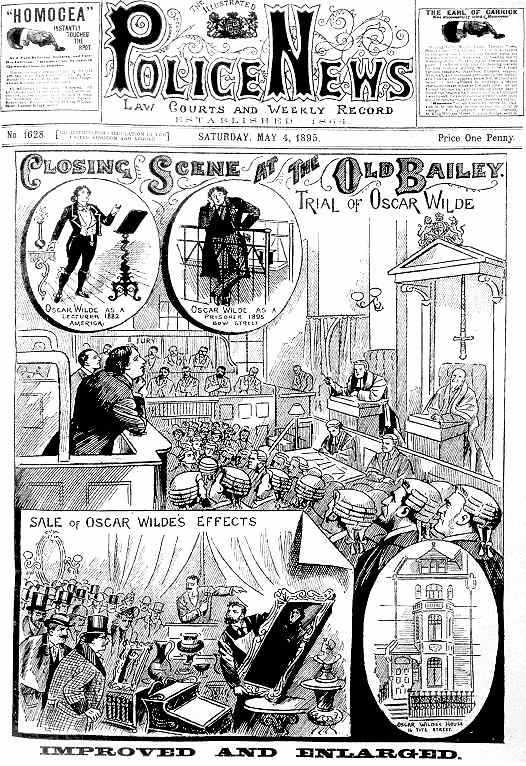
Revista con el juicio de Oscar Wilde en portada

En 1861 fue sustituida por la Offences Against the Person Act 1861 (ley de delitos contra las personas), en este código la sodomía continuaba siendo un delito, aunque se sustituía la pena de muerte y la incautación de todos los bienes por un amplio rango de condenas que iba desde multas a penas de prisión (que podían llegar a la cadena perpetua). En 1885 se produjo una reforma de la ley, la Criminal Law Amendment Act 1885, por la cual se extendía el delito de sodomía a cualquier práctica sexual entre varones y no solo al sexo anal.
La ley afectó a todos los sectores sociales y en la época victoriana se desataron varios escándalos cuando se vieron implicados personajes conocidos. Los que tuvieron más repercusión mediática fueron el proceso a Oscar Wilde y el escándalo de la calle Cleveland.

### Años 1950
Al comenzar los años 1950 la presión policial sobre los varones homosexuales se había reducido, pero los arrestos, denuncias y juicios seguían produciéndose, incluso de personajes famosos. Entre los todos destacó el juicio en el que se condenó a Michael Pitt-Rivers, Peter Wildeblood y Edward Montagu (tercer Barón Montagu de Beaulieu) en 1954.
Pero a diferencia del pasado parte de la opinión pública y la prensa se mostraron en contra de la persecución. El periódico The Sunday Times publicó un artículo con el título "Law and Hypocrisy" (Ley e hipocresía) el 28 de marzo de 1954 en el que trataba el juicio Mangagu y su resultado. Poco después, el 10 de abril de 1954, el New Statesman salió con el artículo "The Police and the Montagu Case" (la policía y el caso Montagu).
Un mes después del juicio Montagu el ministro de interior acordó organizar un comité para estudiar y debatir el asunto de la homosexualidad en la ley de delitos sexuales. El anuncio oficial se hizo en la cámara de los comunes el 18 de abril de 1954 por Sir Hugh Lucas-Tooth. En agosto de ese mismo año se reunió por primera vez el comité formado por quince miembros y presidido por Lord Wolfenden "para considerar (…) la ley y práctica relativa a los delitos de homosexualidad y el tratamiento que reciben las personas acusadas de tales delitos por los tribunales."
La conclusiones del comité, Report of the Departmental Committee on Homosexual, más conocido como el informe Wolfenden se publicó el 3 de septiembre de 1957 recomendando que “las prácticas homosexuales entre adultos que consintieran en privado no debía seguir siendo un delito” y que “la homosexualidad no podía legítimamente considerarse una enfermedad, porque en muchos casos era solo un síntoma y completamente compatible con una completa salud mental en los demás aspectos.”
En 1957 el arzobispo de Canterbury, Dr. Geoffrey Fisher, habló a favor del informe Wolfenden Report, diciendo que "Existe el sagrado ámbito de la privacidad… en el cual la ley, hablando en general, no debe inmiscuirse. Este es un principio de suma importancia para la conservación de la libertad humana, el autorespeto y la responsabilidad.” Aunque en 1958 la asamblea general de la iglesia de Escocia rechazó las propuestas del informe.
El primer debate parlamentario sobre el informe Wolfenden se produjo el 4 de diciembre de 1957 por Frank Pakenham. De los diecisiete miembros del parlamento que participaron en el debate, ocho apoyaron las recomendaciones del informe. El Lord Canciller, Lord Kilmuir, por parte del gobierno dudó sobre que la puesta en práctica de las recomendaciones tuviera el suficiente apoyo de la población y reclamando más investigación. Y afirmando que no iba a ser él el que pasara a la historia por hacer legal la sodomía.
En 1958 el ministerio de interior encargó al sociólogo Richard Hauser una encuesta a nivel nacional sobre la homosexualidad. También el 12 de mayo de este año se crea la Homosexual Law Reform Society una organización con el objetivo hacer campaña a favor de que se llevaran a cabo las recomendaciones del informe del comité Wolfenden.

### Años 1960
En 1963 se funda Minorities Research Group una organización lésbica con el objetivo de promover y difundir la investigación sobre la homosexualidad, principalmente la femenina, y dar apoyo social a las lesbianas de todo el país.
En 1965 Arthur Gore (lord Arran) propuso en la Cámara de los lores la despenalización de las prácticas homosexuales. En 1966 Humphry Berkeley hizo la misma propuesta en la Cámara de los comunes, a la impopularidad de la propuesta atribuyó su derrota en las elecciones de 1966. Pero el nuevo parlamentario del partido laborista Leo Abse continuó con la propuesta y consiguió con su habilidad parlamentaria que el proyecto de ley siguiera adelante.

#### 1967: despenalización parcial
Diez años después de la publicación del informe Wolfeden y de continuas campañas el nuevo proyecto de ley de delitos sexuales fue presentado en le parlamento en 1967 para materializar las recomendaciones del informe. Lord Arran, el patrocinador del proyecto hizo la siguiente declaración en la tercera lectura de la ley:

Gracias a que el proyecto va a ser aprobado ahora, quizá un millón de seres humanos podrán vivir tranquilamente. Encuentro que esto algo increíble y maravilloso. Oscar Wilde al ser liberado de la cárcel de Reding escribió a un amigo:
”Si, al final venceremos; pero el camino será largo y teñido del rojo del monstruoso martirio.”
Señores, El señor Wilde tenía razón: el camino ha sido largo y con mucho martirio, monstruoso y sangriento. Hoy, ¡gracias a Dios!, se ve el final del camino. Pido una cosa y la pido con gran seriedad. Pido a aquellos que han estado atados, como estuvieron, y a aquellos a los que ahora se les abren las puertas de la prisión mostrar su agradecimiento comportándose discretamente y con dignidad. Esta no el la ocasión para el júbilo, ciertamente no para la celebración. Cualquier comportamiento ostentoso, ahora o en el futuro, cualquier forma de alarde público, sería completamente de mal gusto y haría, creo, arrepentirse a los patrocinadores de la ley de haber hecho lo que han hecho. Los homosexuales deben seguir recordando que aunque no hay nada malo en ser homosexual, tampoco hay nada bueno. No sea que los opositores de la ley vean en la nueva libertad, una nueva clase privilegiada, déjenme recordar que ninguna legislación evitará que los homosexuales sean objeto de disgusto o escarnio, o incluso mejor de lástima. Siempre nos molestará, me temo, el diferente. Esa será siempre su carga, y ellos deberán echársela al hombro como hombres, como hombres que son.
Lord Arran

La ley de delitos sexuales (Sexual Offences Act 1967) fue aprobada despenalizando las prácticas homosexuales consentidas, entre mayores de edad y en privado. Pero esto fue solo una despenalización parcial porque mantenía prohibiciones respecto a la sodomía y la indecencia. Las dos últimas condiciones para que no se produjera delito originaban intromisiones legales inaceptables y fueron objeto del debate posterior. Se establecía una discriminación al marcar la edad de consentimiento sexual en 21 años para los homosexuales cuando para los heterosexuales era 16. Además el término "en privado" fue interpretada demasiado estrictamente en los tribunales, limitándolo a dos personas en la intimidad de su hogar, lo que excluía incluso la habitación de un hotel. Llegándose al extremo de quedar prohibido las prácticas en el domicilio privado cuando hubiera una tercera persona, aunque estuviera en otra habitación, y por supuesto vetaba el sexo en grupo. Y prohibía cualquier expresión en público, lo que permitía que la mayoría de los varones homosexuales siguieran siendo acosados por la policía.
La ley de delitos sexuales de 1967 solo era aplicable en Inglaterra y Gales y no en Escocia, Irlanda del Norte, las islas del canal o la isla de Man donde las prácticas homosexuales seguían siendo ilegales. Por todo ello organizaciones como Campaign for Homosexual Equality y el Gay Liberation Front continuaron luchando para conseguir la total igualdad.

### 1967-1982: extensión de las reformas
En 1979 el comité consultivo de política del ministerio de interior hizo un informe recomendando que la edad de consentimiento en relación con la ley de delitos sexuales debería reducirse a 18 años a la nueva mayoría de edad. No se tomó ninguna medida al respecto. Pero las prácticas homosexuales se habían legalizado en Escocia según las mismas bases de la ley de 1967 por la sección 80 de la Criminal Justice (Scotland) Act 1980, que entró en vigor el 1 de febrero de 1981. Una enmienda similar se hizo también en Irlanda del Norte siguiendo una directriz del Tribunal Europeo de Derechos Humanos, por el caso Dudgeon vs. Reino Unido, en la ley Homosexual Offences (Northern Ireland) Order 1982, que entró en vigor el 8 de diciembre de 1982.

## Sección 28

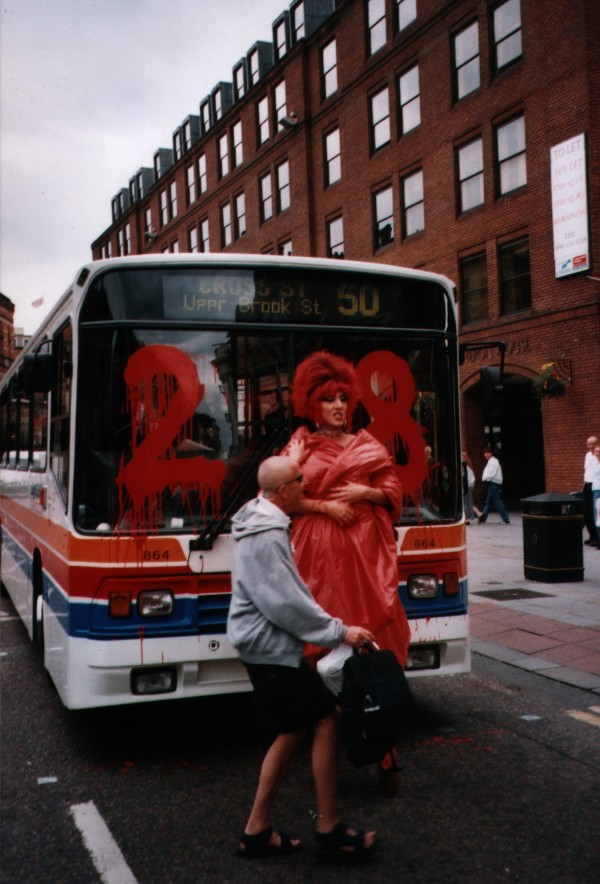
Una drag queen frente a un autobús operado por la compañía Stagecoach en Albert Square, Manchester, Reino Unido, durante una manifestación en Stonewall en la plaza para derogar la Sección 28 de la Ley de Gobierno Local de 1988.

En los años 1980 hubo un retroceso en los derechos LGBT. Hubo una polémica sobre un libro disponible en las bibliotecas de las escuelas públicas de Londres que algunos consideraban que fomentaba la homosexualidad entre los adolescentes. Se organizaron protestas y campañas pidiendo una legislación más restrictiva. A raíz de ello en 1988 el parlamento británico incluyó una enmienda a la ley, Local Government Act, con la prohibiendo "el fomento intencionado de la homosexualidad" [sic] de cualquier gobierno local y "promocionar la enseñanza de la aceptabilidad de la homosexualidad como una supuesta relación familiar en cualquier escuela subvencionad”. Esta disposición fue conocida como artículo 28 y enmendaba la sección 2.ª de la ley de Gobierno local de 1986.
Hubo mucha confusión respecto a lo que realmente prohibía la sección 28, y si los gobiernos locales podían apoyar cualquier material o actividad, ya fueran folletos, libros, obras de teatro etc., que mostrasen o explicaran la homosexualidad. Profesores y personal de enseñanza en algunos casos tuvieron temor a discutir sobre homosexualidad con sus alumnos por miedo a perder las subvenciones estatales. Aunque nadie llegó a ser condenado con esta ley, su existencia supuso una espada de Damocles que llevó a que se cerraran muchas organizaciones, se limitaran actividades o se autocensuraran. Por ejemplo, varios de grupos de apoyo para estudiantes LGBT en escuelas y facultades en Gran Bretaña fueron cerrados por consejo legal a los equipos directivos por miedo a atentar contra la ley.

## Igualdad en la edad de consentimiento
En febrero de 1994 el parlamento debatió la reforma de las leyes sobre delitos sexuales durante la aprobación de la Criminal Justice and Public Order Bill (Ley de justicia penal y orden público). La parlamentaria del partido conservador Edwina Currie propuso una enmienda para equiparar la edad de consentimiento sexual a 16 años. La propuesta fue apoyada por muchos miembros del partido laborista, incluido Tony Blair que dijo:

La gente tiene derecho a pensar que la homosexualidad está mal, pero no tienen derecho a usar las leyes penales para obligar a los demás a pensar así (…) Una sociedad que ha aceptado, con el tiempo, la igualdad racial y de género puede aceptar la igualdad de sexualidad.
Tony Blair

Pero la enmienda fue rechazada por 307 votos en contra frente a 280 a favor. Cuando se conoció la derrota de la enmienda en el exterior del parlamento se produjeron gritos de protesta e indignación entre los manifestantes que se habían congregado y los miembros de OutRage! provocaron disturbios y se enfrentaron a la policía.
Tras esta votación se propuso inmediatamente otra enmienda por parte de Sir Anthony Durant que rebajaba la edad de consentimiento para los homosexuales de 21 años a 18, la mayoría de edad vigente. Esta enmienda sí fue aprobada por 427 votos a 162. Otra enmienda propuesta por Simon Hughes de establecer la edad de consentimiento en 17 años para todos no llegó a votarse. Cuando se produjo la segunda lectura en la cámara de los lores quedó definitivamente aprobada la enmienda por 290 a 247. Lord Longford intentó reintroducir aquí los 21 años pero su propuesta fue rechazada por 176 votos a 113, y otra enmienda introducida por el líder de los laboristas en la cámara de los lores de igualar a 16 años también fue rechazada por 245 votos a 71.
El Tribunal Europeo de Derechos Humanos en su decisión sobre el caso Sutherland vs. Reino Unido del 1 de julio de 1997 encontró que esta discriminación en la edad de consentimiento violaba los artículos 8 y 14 de la Convención Europea de Derechos Humanos y que no existía ninguna justificación objetiva ni razonable para mantener una edad de consentimiento sexual más alta para los homosexuales. El 13 de octubre de 1997 el Gobierno del Reino Unido se sometió a la resolución del tribunal europeo presentando un proyecto de ley al parlamento para reducir la edad de consentimiento para los homosexuales de 18 a 16 años que sería tramitada en el verano de 1998.
El 22 de junio de 1998, se presentó ante el parlamento la Crime and Disorder Bill (ley sobre delito y desorden). Ann Keen propuso la enmienda que rebajaba a 16 la edad de consentimiento. La cámara de los comunes la aprobó por una mayoría de 207 votos, pero fue rechazada por la cámara de los Lores por una mayoría de 168. Posteriormente se presentó la Sexual Offences (Amendment) Bill (enmienda a la ley de delitos sexuales) el 16 de diciembre de 1998 y, de nuevo, el 25 de enero aprobada por la cámara de los comunes y rechazada por la de los lores el 14 de abril de 1999.
El gobierno volvió a presentar el proyecto de ley en 1999 con vistas a que fuera aprobado dos veces por la cámara de los comunes ya que según las reglas parlamentarias británicas, Parliament Acts, la cámara de los lores no puede rechazar por tercera vez una ley aprobada en la cámara de los comunes. Entonces la ley fue aprobada en segunda lectura por la cámara de los lores con una enmienda, como maniobra dilatoria, que reintroducía el delito de sodomía a los 18 años para ambos sexos. Como esta enmienda no completó su aprobación en la sesión de los lores del 30 de noviembre, el portavoz de la cámara de los comunes Michael Martin certificó que la ley había cumplido con todos los trámites que establece las reglas parlamentarias y que quedaba aprobada. La ley recibió la sanción real unas pocas horas después entrando en vigor definitivamente la Sexual Offences (Amendment) Act 2000 con una edad de consentimiento sexual de 16 años para todos. En Irlanda del norte se estableció en 17 años.

## Reformas y equiparación legal

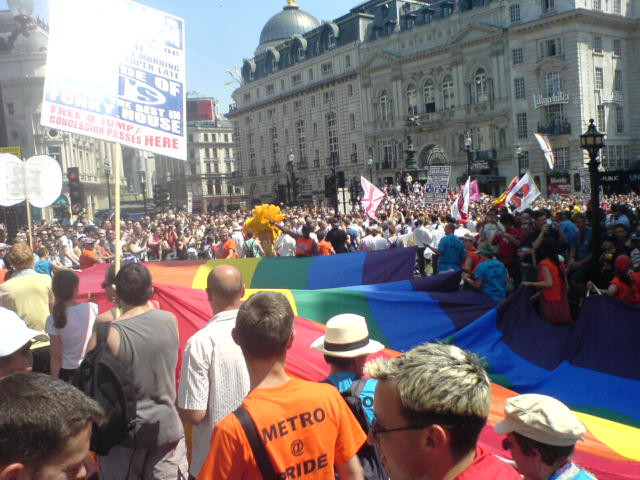
Bandera arcoíris en el Europride de Londres 2006

Al comienzo del siglo XXI se promulgaron varias leyes que garantizaron la igualdad en la legislación británica.
La ley de adopción de 2002 estableció que los niños podían ser adoptados tanto por personas solteras como por matrimonios lo que abría las puertas de la adopción a los homosexuales en Inglaterra y Gales. Se estableció lo mismo en Escocia en 2007.
La sección 28 fue derogada en Escocia en su segundo año de existencia por la ley de Standars éticos en la vida pública de 2000. Un intento de eliminarla de la legislación de Inglaterra y Gales fue rechazada en la cámara de los lores por una iniciativa liderada otra vez por la baronesa Young. Tras su muerte en 2002 se eliminó en la Local Government Act 2003, que entró en vigor el 18 de noviembre de 2003.
Siguiendo una directiva de la Unión Europea de 2000 se aprobó una regulación que prohibía la discriminación laboral por razones de orientación sexual en 2003.

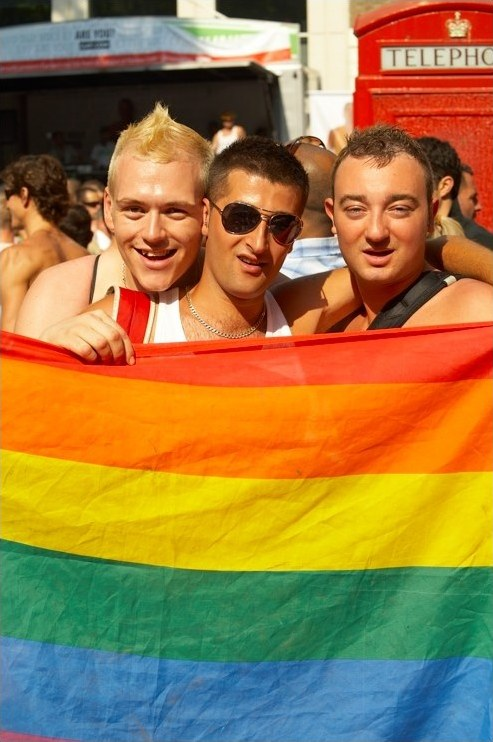
Participantes del Europride, Londres 2006.

El 1 de mayo de 2004 entró en vigor la Sexual Offences Act 2003, en la que se eliminaba todas las especificaciones relativas a la homosexualidad de la ley de 1967, eliminándose la especificación de estricta privacidad, dejándose de establecer diferencias de orientación sexual de los participantes en cualquier práctica en la ley. Y que además la Criminal Justice Act 2003 estableció como agravante de cualquier delito la hostilidad por motivo de la orientación sexual.
El 18 de noviembre de 2004 se aprobó la ley de Unión civil para parejas homosexuales. La primera unión se produjo a las 11:00 horas del 5 de diciembre de 2005 entre Matthew Roche y Christopher Cramp en St Barnabas Hospice, Worthing, West Sussex. En este caso se prescindió del periodo de espera usual de 14 días porque Roche sufría una enfermedad terminal. Murió al día siguiente. Las primeras uniones civiles celebradas tras el periodo preceptivo tuvieron lugar el 19 de diciembre en Irlanda del Norte, el 20 de diciembre en Escocia y el 21 de diciembre en Inglaterra y Gales.
El 30 de abril de 2007 entró en vigor la ley de igualdad de orientación sexual a semejanza de la aprobada en 2006 en Irlanda del norte. En ella se prohibía la discriminación en función de orientación sexual en cualquier intercambio de bienes o servicios similar a las que se habían establecido en 1975, 1976 y 1995 para las discriminaciones en función de género, raza o por motivos de discapacidad respectivamente. Esta incorporación fue polémica y provocó una disputa entre el gobierno y la iglesia católica de Inglaterra y Gales por motivo de las agencias de adopción católicas.
En octubre de 2007 el gobierno anunció la introducción de una enmienda del código penal que tipificara el delito incitación al odio en función de la orientación sexual, Como se había hecho respecto a la raza o la religión en la legislación de 2006, lo que ya había hecho Irlanda del norte.
En octubre de 2007 se añadió la discriminación por orientación sexual a los asuntos a tratar por la Comisión para la igualdad y los derechos humanos y se creó un grupo asesor sobre orientación sexual y de género en el ministerio de salud.